# 밀레나 부코티츠
밀레나 부코티츠(이탈리아어: Milena Vukotic, 1938년 4월 23일 ~ )은 이탈리아의 전직 발레리나, 배우이다.

## 출연 작품
- 라이드 (2018)
- 이어스 (2016)
- 음모 (2016)
- 레터스 투 줄리엣 (2010)
- 새턴 인 오퍼지션 (2007)
- 굿 우먼 (2004)
- 혼자서는 아이큐 50 (1993)
- 아비씨니아 (1993)
- 내 사랑 맥스 (1986)
- 달빛 그림자 (1983)
- 노스탤지아 (1983)
- 주말의 연정 (1980)
- 욕망의 모호한 대상 (1977)
- 자유의 환상 (1974)
- 부르주아의 은밀한 매력 (1972)
- 더 어드벤처스 (1970)
- 죽음의 영혼 (1968)
- 말괄량이 길들이기 (1967)
- 영혼의 줄리에타 (1965)
- 기젯 로마 가다 (1963)
- 9월이 오면 (1961)